# Stowarzyszenie Miłośników Fotografii w Poznaniu
Stowarzyszenie Miłośników Fotografii w Poznaniu – stowarzyszenie fotograficzne, istniejące w latach 1945–1948, będące pierwszą powojenną organizacją fotograficzną w Polsce oraz zalążkiem organizacji o charakterze związku twórczego.

## Historia
Stowarzyszenie Miłośników Fotografii w Poznaniu zostało utworzone 28 czerwca 1945 roku przy Wojewódzkim Wydziale Kultury i Sztuki w Poznaniu, z inicjatywy Mariana Szulca – referenta fotografiki ww. WWKiS. Stowarzyszenie przyjęło nazwę przedwojennego Stowarzyszenia Miłośników Fotografii w Poznaniu, utworzonego w 1924 roku. Pierwszym prezesem Zarządu SMFwP był Włodzimierz Nowakowski – sprawował funkcję prezesa do 1955 roku. Wiceprezesem Zarządu był Marian Szulc. Od 1946 roku SMFwP dysponowało własnym lokalem – w gmachu Bazaru przy ul. Paderewskiego 7. Stowarzyszenie Miłośników Fotografii w Poznaniu zakończyło działalność w grudniu 1948 roku – stowarzyszenie przystąpiło do Polskiego Towarzystwa Fotograficznego (organizacji ogólnopolskiej), stając się poznańskim oddziałem PTF.

## Działalność
Stowarzyszenie Miłośników Fotografii w Poznaniu prowadziło aktywną działalność wystawienniczą. 16 grudnia 1945 roku w ówczesnym Muzeum Wielkopolskim – obecnym Muzeum Narodowym w Poznaniu otwarto I Wystawę fotografii artystycznej – Ruiny Poznania, będącą równocześnie drugą wystawą fotograficzną zaprezentowaną w powojennej Polsce. W czasie późniejszym SMFwP organizowało wystawy m.in. we własnej przestrzeni wystawienniczej, w gmachu Bazaru przy ul. Paderewskiego 7. Statutowym celem działalności SMFwP było propagowanie sztuki fotograficznej. Aktywnymi członkami SMFwP byli m.in. Witold Czarnecki, Eugeniusz Kitzman, Stefan Leszczyński, Maksymilian Myszkowski, Fortunata Obrąpalska, Kazimierz Wilak, Zbigniew Wyszomirski.
Od sierpnia 1946 roku Stowarzyszenie Miłośników Fotografii w Poznaniu dysponowało własnym czasopismem, miesięcznikiem Świat Fotografii – z redaktorem prowadzącym Marianem Szulcem. W 1947 roku miesięcznik został także agendą Polskiego Towarzystwa Fotograficznego.